# Зланго
Zlango (укр. Зланго) — це нова піктографічна мова для користувачів SMS. Zlango є продовженням розвитку графічних піктограм, у яких надані не тільки спеціальні розділові знаки, але і можливо їх вільне комбінування з комплексним ходом думок, згідно з загальними правилами побудови речень.

## Розвиток
Zlango розроблена в 2003 році однойменним ізраїльським підприємством Zlango. Дана назва походить від англійського «сленг», жаргон або розмовна мова.

## Побудова мови
- Використовуються наочно представлені піктограми.
- 200 таких піктограм вже у вжитку.
- Побудова речень в Zlango дуже проста і зрозуміла.
- Zlango розроблявся для застосування в телекомунікації, а також в електронній пошті.
- Мовою Zlango можна виразити будь-яку думку.
- Zlango зробить можливим комунікацію, що виходить за рамки мовних і культурних меж[1].

## Країни
Zlango використовується, насамперед, в Ізраїлі і Польщі, а також на Карибських островах. Вживання у Німеччині почалося недавно. В Україні послугу на базі мови надає оператор Київстар абонентам тарифної лінійки DJUICE.